# Rhodostrophia calabra
Rhodostrophia calabra là một loài bướm đêm trong họ Geometridae.

## Hình ảnh

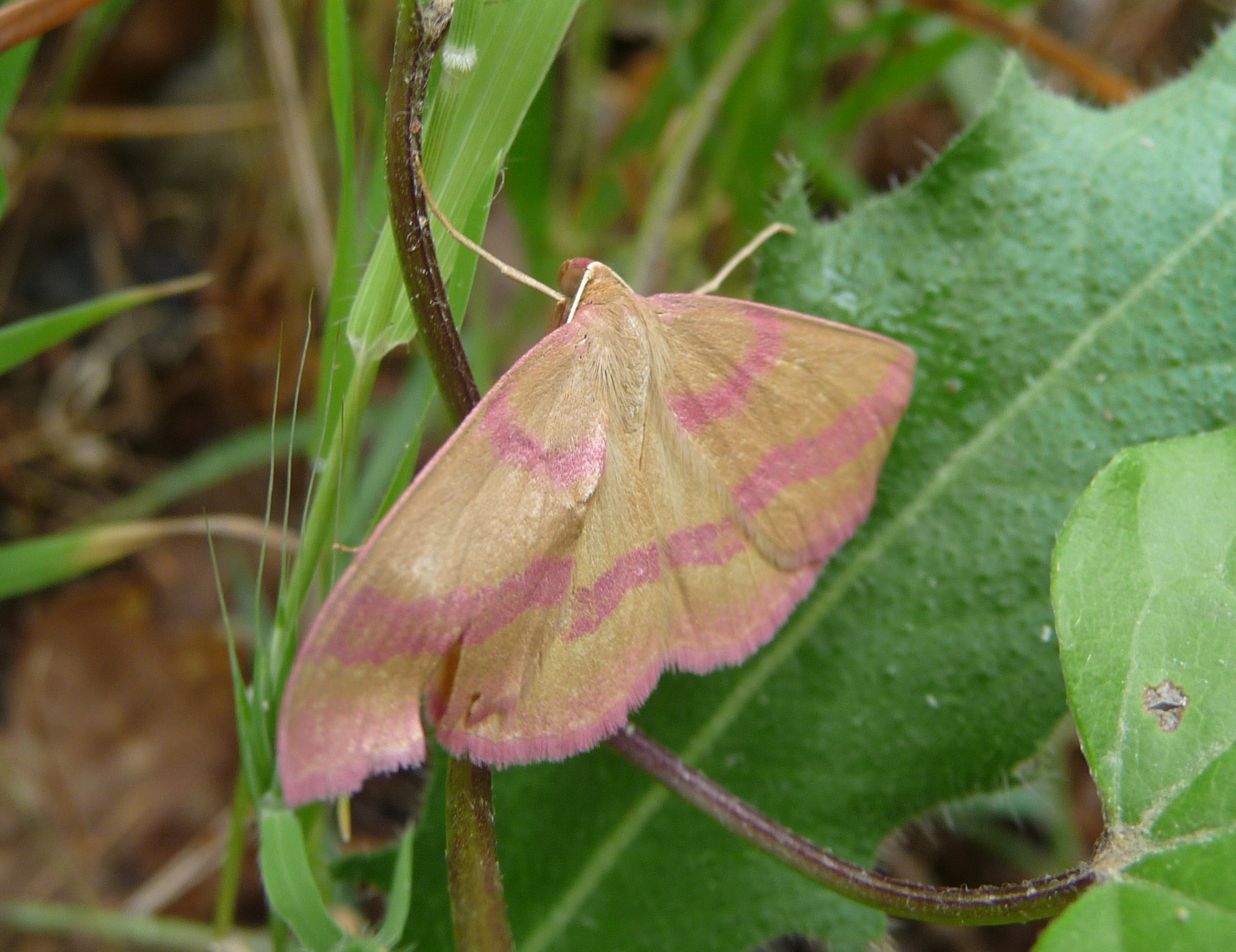